# سرية أوطاس
سرية أوطاس، هي سرية قادها أبي عامر الأشعري (عم أبو موسى الأشعري ) في السنة 8هـ في أعقاب غزوة حنين وقبل غزوة الطائف ضد الفارين من جيش هوازن والذين كان في قيادتهم دُريد بن الصّمة.

## سبب التسمية
حدثت المعركة في منطقة يقال لها أوطاس وأوطاس واد معروف يقع بين حنين والطائف.

## قبل الغزوة
سبب الغزوة أنَّ هوازن لما انهزمت في غزوة حنين ذهبت فرقة منهم، بما فيهم الرئيس مالك بن عوف النصري، إلى الطائف فتحصنوا بها، بينما توجه بنو غيرة من قبيلة ثقيف نحو نخلة، وسارت فرقة أخرى فتحصنوا بمكان يقال له أوطاس، فبعث إليهم رسول الله صلى الله عليه وسلم سرية من أصحابه عليهم أبو عامر الأشعري.

## احداث الغزوة
بعث الرسول أبو عامر الأشعر إلى من توجه إلى أوطاس فلحق بهم وقاتلهم. وفي اثناء المعركة رمي أبو عامر بسهم لا يعرف رامية فقتل. بعد ذلك أخذ الراية ابن أخيه أبو موسى الأشعري واستمر القتال حتى انتصر جيش المسلمين وقتل قاتل أبو عامر الأشعري.
لما رجع أبو موسى إلى الرسول وأخبره بموت أبو عامر استغفر له الرسول وقال: «اللهم اجعله من أعلى أمتي في الجنة» أي وفي رواية: «اللهم اجعله يوم القيامة فوق كثير من خلقك من الناس» ودعا لأبي موسى أي فقال: «اللهم اغفر له ذنبه وأدخله يوم القيامة مدخلا كريما».

## بعد المعركة
أمر رسول الله ان يجمع السبي والغنائم الذي اخذها المسلمين من غزوتي حنين وأوطاس، فجمع في منطقة يقال لها الجعرانة إلى أن فرغ من غزة الطائف وكان السبي ستة آلاف رأس والإبل أربعة وعشرون ألفا والغنم أكثر من أربعين ألف شاة وأربعة آلاف أوقية فضة، وكان على الغنائم مسعود بن عمرو الغفاري.

### حكم سبايا المشركين
أخذ المسلمين الكثير من السبايا يوم حنين وأوطاس، وكانوا يتكرهون نساء السبي إذا كن ذوات أزواج، فاستفتوا رسول الله في ذلك فنزل {وَالْمُحْصَنَاتُ مِنَ النِّسَاءِ إِلَّا مَا مَلَكَتْ أَيْمَانُكُمْ} يريد ملكت أيمانهم من اللاتي سبين ولهن أزواج كفار فهن حلال للسابين والنكاح مرتفع بالسبي، قال أبو سعيد: أصبنا سبايا يوم أوطاس ولهن أزواج فكرهنا أن نقع عليهن، فسألنا النبي صلى الله عليه وسلم فنزلت الآية فاستحللناهن. وأمر النبي صلى الله عليه وسلم في سبايا حنين وأوطاس ألا توطأ حامل من السبي حتى تضع حملها، ولا غير ذات حمل حتى تحيض حيضة. فسألوا عن العزل فقال: «ليس من كل الماء يكون الولد، وإذا أراد الله أن يخلق شيئا لم يمنعه شيء».